# قائمة البعثات الدبلوماسية في كوريا الجنوبية

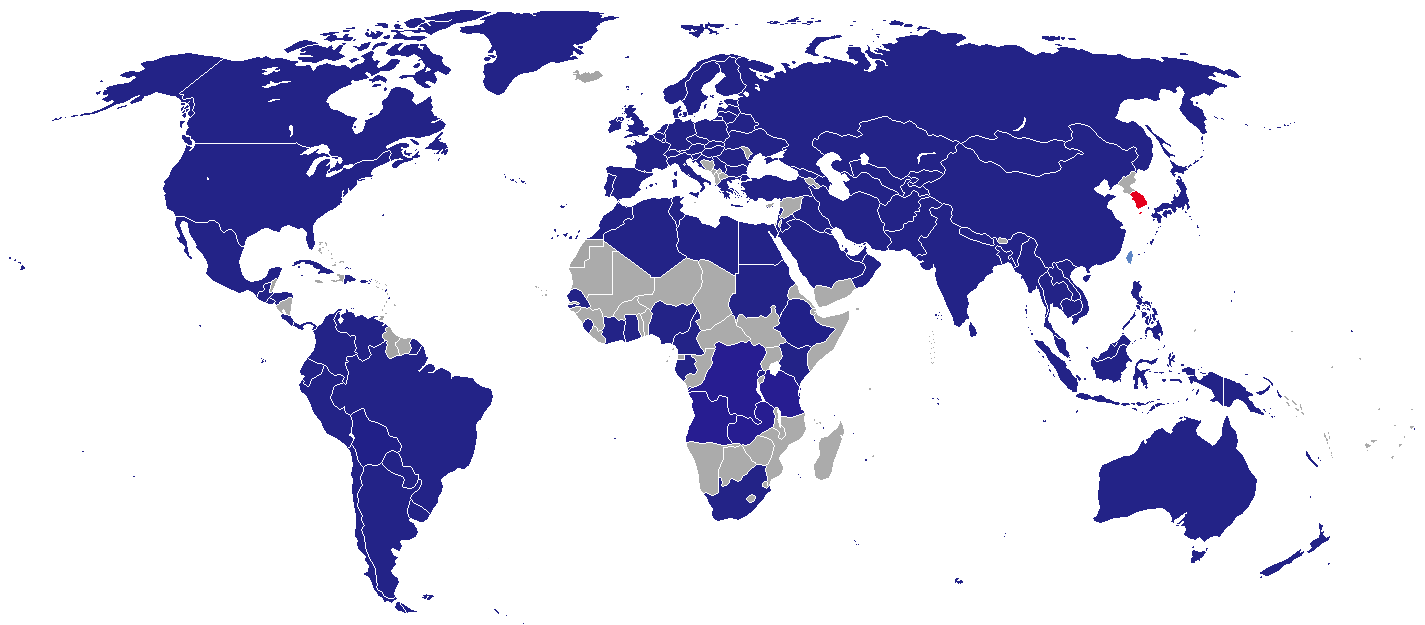
خريطة البعثات الدبلوماسية في جمهورية كوريا

هذه قائمة بالبعثات الدبلوماسية في كوريا الجنوبية. توجد حاليًا 110 سفارات ومكتبين تمثيليين في سيول، وبعض الدول لديها قنصليات (لا تشمل القنصليات الفخرية) في مدن أخرى غير سيول. هناك العديد من الدول الأخرى التي تربطها علاقات دبلوماسية مع كوريا الجنوبية ولكنها لا تدير سفارات في سيول وتحتفظ بسفارات غير مقيمة، معظمها في طوكيو أو بكين أو أي مكان آخر.

## السفارات
سيول
| - أفغانستان - الجزائر - أنغولا - الأرجنتين - أستراليا - النمسا - أذربيجان - بنغلاديش - بلجيكا - بيلاروس - بوليفيا - البرازيل - بروناي - بلغاريا - كمبوديا - كندا - تشيلي - الصين - كولومبيا - كوستاريكا - كرواتيا - جمهورية التشيك - الدنمارك - جمهورية الكونغو الديمقراطية - جمهورية الدومينيكان - تيمور الشرقية - الإكوادور - مصر - السلفادور - إثيوبيا - فيجي - فنلندا - فرنسا - الغابون - جورجيا - ألمانيا - غانا - اليونان | - غواتيمالا - الفاتيكان - هندوراس - المجر - الهند - إندونيسيا - إيران - العراق - أيرلندا - إسرائيل - إيطاليا - ساحل العاج - اليابان - الأردن - كازاخستان - كينيا - الكويت - قرغيزستان - لاوس - لاتفيا - لبنان - ليبيا - ماليزيا - جزر مارشال - المكسيك - منغوليا - المغرب - ميانمار - نيبال - هولندا - نيوزيلندا - نيكاراغوا - نيجيريا - النرويج - عُمان - باكستان - بنما - بابوا غينيا الجديدة | - باراغواي - بيرو - الفلبين - بولندا - البرتغال - قطر - رومانيا - روسيا - رواندا - السعودية - السنغال - صربيا - سيراليون - سنغافورة - سلوفاكيا - جنوب إفريقيا - إسبانيا - سريلانكا - السودان - السويد - سويسرا - طاجيكستان - تنزانيا - تايلاند - تونس - تركيا - تركمانستان - أوكرانيا - الإمارات العربية المتحدة - المملكة المتحدة - الولايات المتحدة - الأوروغواي - أوزبكستان - فنزويلا - فيتنام - زامبيا |

## مكاتب تمثيلية

### سيول
- الاتحاد الأوروبي (وفد المفوضية الأوروبية)
- جمهورية الصين (تايوان) (بعثة تايبيه في كوريا)

## القنصليات العامة / القنصليات

### بوسان
- الصين (قنصلية عامة)
- اليابان (قنصلية عامة)
- روسيا (قنصلية عامة)
- جمهورية الصين (تايوان) (بعثة تايبيه في بوسان)
- الولايات المتحدة (قنصلية)
- منغوليا (قنصلية)

### غوانغجو
- الصين (قنصلية عامة)

### جيجو
- الصين (قنصلية عامة)
- اليابان (قنصلية عامة)

## سفارات غير مقيمة
طوكيو :
- أرمينيا
- بنين
- البوسنة والهرسك
- بوتسوانا
- بوركينا فاسو
- الكاميرون
- جمهورية الكونغو
- جيبوتي
- إرتريا
- إستونيا
- غينيا
- هايتي
- جامايكا
- ليسوتو
- ليبيريا
- لوكسمبورغ
- مدغشقر
- مالاوي
- جزر المالديف
- مالي
- موريتانيا
- مولدوفا
- موزمبيق
- ناميبيا
- سلوفينيا
- توغو
- أوغندا
- اليمن
- زيمبابوي

بكين :
- ألبانيا
- جزر البهاما
- البحرين
- بوروندي
- الرأس الأخضر
- تشاد
- قبرص
- غينيا الاستوائية
- غينيا بيساو
- آيسلندا
- ليتوانيا
- مالطا
- موريشيوس
- الجبل الأسود
- ساموا
- سيشل
- الصومال
- ترينيداد وتوباغو

واشنطن العاصمة :
- غامبيا
- النيجر

في عواصم أخرى :
- بوتان (دكا)
- جمهورية إفريقيا الوسطى (بانغي)
- إسواتيني (كوالالمبور)
- غيانا (مدينة نيويورك)
- ساو تومي وبرينسيب (ساو تومي)

## مكاتب التمثيل غير المقيمين

### كايسونج
- كوريا الشمالية (مكتب الاتصال بين الكوريتين) [1]

## سفارات للفتح
- البحرين (السفارة)

## السفارات السابقة
- الصومال
- اليمن

## روابط خارجية
- وزارة الخارجية الكورية